# Iznájar
Iznájar è un comune spagnolo di 4 859 abitanti situato nella comunità autonoma dell'Andalusia.

## Geografia fisica
Il comune è attraversato dal fiume Genil, che è sbarrato nel lago di Iznájar.